# 223国道
223国道（或“国道223线”、“G223线”、“海榆东线”）是在中国的一条国道，起点为海南海口，终点为海南三亚的国道，全程323千米。

## 历史

### 中华民国时期
1921年，广东省颁布章程，奖励商民集资筑路，筑成后给予一定特许运营年限。在政策鼓励下，海南一些商人、乡绅和华侨开始集资筑路经营运输业。首先建成规划省道第六干线（即海南环岛公路）东线中的琼文(琼山至文昌)、东文(嘉积至文昌)、乐东(乐会至嘉积)公路。后续经过增建，可通行至今万宁市龙滚墟。
1935年海南环岛公路基本建成，30米以上宽度的河流大都未建造桥梁，仅设桴渡(俗称船牛)通过，因而出现阻车现象。
1938-1939年，为阻止日军机械化部队南下，广东省政府两次命令破坏公路。1940-1941年日军修复环岛公路，并在东线建成南渡江铁桥，全长587.67米。
1946年国府下令修复环岛公路，一年后基本修复完毕。至1950年初东线万宁以北可正常通行，万宁以南因未列入管养范围，路况极差。全线行车需三日，遇恶劣天气则需五日。
| 1945年海南环岛公路东线通车里程表 |                     |
| 城市名                           | 距起点距离 （公里） |
| -------------------------------- | ------------------- |
| 海口                             | 0                   |
| 嘉积                             | 154                 |
| 万宁                             | 232                 |
| 陵水                             | 294                 |
| 三亚                             | 374                 |

### 中华人民共和国时期
1951年成立海榆东线公路工程处，对海榆东线进行全面改造：铺筑宽3.5米泥筑碎石路面，并将大部分渡口改建为桥梁。改造后行车条件大幅度改善，海口至三亚行车当天便可到达。
1954年改造南渡江铁桥，新建嘉积大桥。1971年建成陵水大桥。
1982年投资865万元建设新南渡江大桥，1984年建成通车。至此海榆东线全线畅通无阻。

## 重点项目
- 南渡江大桥：为39孔装配钢筋混凝土桥梁,设计载荷为100吨挂车。。1982年12月16日在琼山破土施工，经历一年零九个月的紧张施工，比计划提前一百零五天全部竣工。1984年9月20日建成通车。南渡江大桥总长785米，桥面净宽9米。两侧人行道各1.5米，桥高5.92米，比南渡江历史上最高洪峰5.76米高出0.16米。

## 里程表
| 城市名                 | 距起点距离 （公里） |
| ---------------------- | ------------------- |
| 海南省海口市           | 0                   |
| 海南省琼海市           | 114                 |
| 海南省万宁市           | 184                 |
| 海南省陵水黎族自治县   | 245                 |
| 海南省三亚市（榆林港） | 323                 |